# تال (آن)
تال (بالفرنسية: Thil)‏ هي بلدية فرنسية تقع في إقليم الآن في فرنسا. رمز إنسي لها هو:1418. أما الرمز البريدي لها فهو: 1120.